# Hackås
Hackås – miejscowość (tätort) w Szwecji, w regionie administracyjnym (län) Jämtland, w gminie Berg.
Według danych Szwedzkiego Urzędu Statystycznego liczba ludności wyniosła: 531 (31 grudnia 2015), 535 (31 grudnia 2018) i 525 (31 grudnia 2019).